# Vänner för livet (film, 2007)
Vänner för livet (originaltitel Reign Over Me) är en amerikansk dramafilm från 2007, skriven och regisserad av Mike Binder för Columbia Pictures. 
I huvudrollerna ser vi Adam Sandler som Charlie Fineman, en man som har förlorat hela sin familj i 11 september-attackerna mot New York och Don Cheadle som Alan Johnson, en tandläkare och Finemans gamla rumskompis från college.
Filmen hade premiär i Sverige den 13 april, 2007 och är rekommenderad från sju år.

## Handling
Filmen kretsar kring Charlie Fineman, en man som stängt ute omvärlden efter förlusten av hela sin familj i 9/11, tills han råkar möta Alan Johnson, hans gamla rumskompis från college, som själv har det jobbigt på arbetet och med sin fru. Alan vill gärna hjälpa Charlie att bearbeta sin stora sorg, till slut går Charlie motvilligt med på att gå i terapi.

## Rollista (urval)
- Adam Sandler - Charlie Fineman
- Don Cheadle - Alan Johnson
- Jada Pinkett Smith - Janeane Johnson
- Liv Tyler - Angela Oakburst
- Saffron Burrows - Donna Remar
- Donald Sutherland - Domare Raines
- Robert Klein - Jonathan Templeman
- Melinda Dillon - Ginger Templeman
- Mike Binder - Bryan Sugarman
- Ted Raimi - Peter Savarino